# Epuraea longula
Epuraea longula är en skalbaggsart som beskrevs av Wilhelm Ferdinand Erichson 1845. Epuraea longula ingår i släktet Epuraea, och familjen glansbaggar. Enligt den finländska rödlistan är arten nära hotad i Finland. Arten är reproducerande i Sverige. Artens livsmiljö är moskogar.